# Derartu Tulu
Derartu Tulu (Bekoji, 21 maart 1972) is een Ethiopische voormalige langeafstandsloopster. Ze nam viermaal deel aan de Olympische Spelen, waarbij ze in totaal twee gouden medailles en één bronzen medaille won.

## Biografie
Tulu komt uit hetzelfde dorp als de sterke mannelijke atleet Kenenisa Bekele.
Haar grootste succes behaalde ze in 1992 op de Olympische Spelen van Barcelona, waar ze de 10.000 m won. Derartu Tulu was de eerste Ethiopische vrouw die een olympische medaille won. Deze medaille was het begin van haar sportcarrière. Ze wordt gezien als olympisch icoon en velen herinneren zich haar overwinningsronde met de blanke Zuid-Afrikaanse Elana Meyer, waarbij ze de Afrikaanse overwinning en symbolisch gezien het einde van de apartheid vierden.
In 1993 en 1994 had Tulu te kampen met een knieblessure en liep ze geen wedstrijden. In 1995 werd ze in de Engelse stad Durham wereldkampioene veldlopen (lange afstand). Hier arriveerde ze slechts een uur voor de start. Tulu zat vast op het vliegveld in Athene en had 24 uur niet geslapen. In hetzelfde jaar werd ze tijdens de wereldkampioenschappen tweede op de 10.000 m achter Fernanda Ribeiro. Het jaar 1996 was voor haar een moeilijk jaar. Op de WK veldlopen verloor ze haar schoen en vocht ze zich terug tot een vierde plaats. Ze werd ook vierde op de Olympische Spelen van 1996 in Atlanta, terwijl ze nog herstellende was van een blessure. Ze werd in 1997 voor de tweede maal wereldkampioene veldlopen en deed niet mee op de WK aan de 10.000 m. In 1998 en 1999 werd ze moeder.
Op de Olympische Spelen van 2000 in Sydney won Derartu Tulu voor de tweede maal een olympische gouden medaille op de 10.000 m. Ze is de enige vrouw die dit tweemaal is gelukt. Ze liep met nog twee rondes te gaan, een ronde van 60,3 seconden en gaf een weergaloze sprintfinale. Een overweldigende vertoning van uithoudingsvermogen en wilskracht. In datzelfde jaar werd ze in de Portugese stad Vilamoura voor de derde maal wereldkampioene veldlopen.
Op de WK van 2001 werd Tulu voor de eerste maal wereldkampioene op de 10.000 m. Kort daarvoor won ze de marathon van Londen en de marathon van Tokio. Ze won de halve marathon van Lissabon in 2003 in een tijd van 1:09.20. In 2004 weigerde ze mee te doen aan de New York City Marathon, omdat ze dan moest gaan lopen tegen haar grootste rivale en wereldrecordhoudster Paula Radcliffe. Ze besloot zich te focussen op de Olympische Spelen van Athene dat jaar en behaalde hier brons op de 10.000 m achter Xing Huina uit China en haar landgenote Ejegayehu Dibaba.
Tulu bleef tot haar 39ste aan wedstrijden deelnemen, waar het merendeel van haar vroegere tegenstandsters allang waren gestopt. De laatste marathon waarin zij aan de finish kwam was die van Yokohama in 2011.
Haar iconische laatste ronde van 60,3 seconden tijdens de olympische 10.000 m in Sydney staat voor altijd in de herinnering van menige atletiekliefhebber gegrift.
Sinds 14 november 2018 is Derartu Tulu president van de Ethiopische Atletiek Federatie (EAF).       

## Titels
- Olympisch kampioene 10.000 m - 1992, 2000
- Wereldkampioene 10.000 m - 2001
- Wereldkampioene veldlopen (lange afstand) - 1995, 1997, 2000
- Afrikaans kampioene 3000 m - 1990, 1992
- Afrikaans kampioene 10.000 m - 1990, 1992
- Ethiopisch kampioene 3000 m - 1994
- Ethiopisch kampioene 10.000 m - 1992, 2004
- Wereldkampioene U20 10.000 m - 1990

## Persoonlijke records
Outdoor
| Onderdeel | Prestatie | Datum             | Plaats   |
| --------- | --------- | ----------------- | -------- |
| 1500 m    | 4.12,08   | 1992              |          |
| 3000 m    | 8.46,32   | 25 juni 2000      | Portland |
| 5000 m    | 14.44,22  | 5 september 2003  | Brussel  |
| 10.000 m  | 30.17,49  | 30 september 2000 | Sydney   |

Indoor
| Onderdeel | Prestatie | Datum           | Plaats |
| --------- | --------- | --------------- | ------ |
| 5000 m    | 14.54,73  | 31 januari 2004 | Boston |

Weg
| Onderdeel      | Prestatie | Datum             | Plaats          |
| -------------- | --------- | ----------------- | --------------- |
| 5 km           | 15.08     | 5 september 2004  | Londen          |
| 10 km          | 31.40     | 21 mei 2000       | Milaan          |
| 15 km          | 49.51     | 1 mei 1995        | Le Puy-en-Velay |
| 10 Eng. mijl   | 51.27     | 9 oktober 2005    | Portsmouth      |
| 20 km          | 1:06.51   | 14 augustus 2005  | Helsinki        |
| halve marathon | 1:08.26   | 24 september 1995 | Grevenmacher    |
| 25 km          | 1:24.13   | 14 augustus 2005  | Helsinki        |
| 30 km          | 1:41.40   | 14 augustus 2005  | Helsinki        |
| marathon       | 2:23.30   | 14 augustus 2005  | Helsinki        |

## Palmares

### 3000 m
- 1990:  Afrikaanse kamp. - 9.11,21
- 1991: 5e in serie WK - 9.01,04
- 1992:  Afrikaanse kamp. - 9.01,12
- 1992:  Wereldbeker - 9.05,89

### 5000 m
- 1991:  '91 Toto Super Meet in Shizuoka - 15.21,29
- 1995:  Adriaan Paulen Memorial - 15.06,67
- 1995:  Reims Meeting - 15.29,44
- 1995:  Weltklasse Köln - 14.57,65
- 1995:  Memorial van Damme - 14.57,97
- 1996:  Adriaan Paulen Memorial - 14.55,71
- 1996:  St Denis- l'Humanite - 14.50,88
- 2000:  DN Galan - 14.44,57
- 2002:  Super Track and Field Meeting in Yokohama - 15.26,73
- 2003:  Norwich Union British Grand Prix in Londen - 14.52,64
- 2003:  Memorial van Damme - 14.44,22
- 2003:  IAAF Grand Prix Final in Fontvieille - 14.56,93
- 2004: 5e Bislett Games - 14.46,51

### 10.000 m
- 1990:  WK U20 - 32.56,26
- 1990:  Afrikaanse kamp. - 33.37,82
- 1991: 8e WK - 32.16,55 (serie: 31.45,95)
- 1991:  Afrikaanse Spelen - 33.40,37
- 1992:  Afrikaanse kamp. - 31.32,25
- 1992:  OS - 31.06,02
- 1992:  Wereldbeker - 33.38,97
- 1995:  WK - 31.08,10
- 1996: 4e OS - 31.10,46
- 1997: 11e in serie WK - 33.25,99
- 2000:  OS - 30.17,49
- 2001:  WK - 31.48,81
- 2001:  Goodwill Games - 31.48,19
- 2004:  Ethiopische kamp. - 33.02,46
- 2004:  OS - 30.26,42

### 5 km
- 1995:  Bupa International Road Race in Portsmouth - 15.38
- 1995:  Schweizer Frauenlauf in Berne - 15.28,6
- 1999:  Arthur Andersen Bastille Day in Chicago - 16.15
- 2001:  Flora Light Challenge for Women in Londen - 15.35
- 2003:  Flora Light Challenge for Women in Londen - 15.20
- 2004:  Flora Light Challenge for Women in Londen - 15.08
- 2005:  Hydro Active Challenge for Women in Londen - 15.30
- 2008:  Course de Noël in Sion - 16.18,6
- 2009:  Course du Noël in Sion - 16.18,8

### 10 km
- 1992:  Bob Hasan in Borobudur - 31.44
- 1993:  Bob Hasan in Jakarta - 32.10
- 1999: 4e Greater Clarksburg - 33.35
- 1999: 5e Peoples Heritage Beach to Beacon in Cape Elizabeth - 32.35
- 2000:  Avon Running Global Championship in Milaan - 31.40
- 2000:  Bolder Boulder - 33.09
- 2000:  Peachtree Road Race in Atlanta - 31.38
- 2002:  Million Dollar Road Race in Doha - 32.23
- 2003:  Great Manchester Run - 31.53
- 2005:  Great Caledonian Run - 32.54
- 2005: 5e Great Manchester Run - 32.53
- 2009:  A Travers Carouge Run to Run - 33.46,2

### 15 km
- 1994:  São Silvestre in Sao Paulo - 51.17
- 1995:  Puy-en-Velay - 49.51
- 1995: 4e Corrida Internacional de Sao Silvestre in Sao Paulo - 52.23

### 10 Eng. mijl
- 1995:  Dam tot Damloop - 51.50
- 1996:  Great South Run - 52.39
- 1997: 13e Dam tot Damloop - 57.08
- 2005:  Great South Run - 51.27

### halve marathon
- 1995:  Route du Vin - 1:08.26
- 1996:  Route du Vin - 1:08.48
- 1997: 4e Great North Run - 1:10.30
- 1999: 14e WK in Palermo - 1:11.33
- 2000:  halve marathon van Lissabon - 1:08.04
- 2000:  halve marathon van Portugal - 1:09.09
- 2001:  halve marathon van Lissabon - 1:07.03
- 2001:  Great North Run - 1:07.03
- 2002:  halve marathon van Lissabon - 1:11.36
- 2002:  halve marathon van Okayama - 1:11.09
- 2003:  halve marathon van Lissabon - 1:09.20
- 2003: 5e Great North Run - 1:09.12
- 2003:  halve marathon van Portugal - 1:11.30
- 2004: 4e Great North Run - 1:08.35
- 2005:  Great North Run - 1:07.33
- 2005: 15e WK in Edmonton - 1:12.12
- 2009: 4e Philadelphia Distance Run - 1:10.33

### marathon
- 1997: 5e Boston Marathon - 2:30.28
- 1999:  marathon van Honolulu - 2:40.51
- 2000: 6e Londen Marathon - 2:26.09
- 2000:  marathon van Tokio - 2:26.38
- 2001:  Londen Marathon - 2:23.57
- 2001:  marathon van Tokio - 2:25.08
- 2002: 9e Londen Marathon - 2:28.37
- 2003: 10e Londen Marathon - 2:26.33
- 2004: 8e Chicago Marathon - 2:30.21
- 2005:  marathon van Nagano - 2:31.58
- 2005: 4e WK - 2:23.30
- 2005:  New York City Marathon - 2:25.21
- 2008:  marathon van Madrid - 2:36.32
- 2008: 9e marathon van Tokio - 2:36.47
- 2009: 4e marathon van Nagano - 2:34.17
- 2009:  New York City Marathon - 2:28.52
- 2010:  marathon van Nagoya - 2:28.13
- 2010: 14e New York City Marathon - 2:32.46
- 2011: 11e marathon van Yokohama - 2:35.58

### veldlopen
- 1989: 23e WK lange afstand in Stavanger - 23.29
- 1990: 15e WK lange afstand in Aix-les-Bains - 19.53
- 1991:  WK lange afstand in Antwerpen - 20.27
- 1995:  WK lange afstand in Durham - 20.21
- 1996: 4e WK in Stellenbosch - 20.21
- 1997:  WK lange afstand in Turijn - 20.53
- 2000:  WK lange afstand in Vilamoura - 25.42
- 2004: 16e WK lange afstand in Brussel - 28.39

1988: Olga Bondarenko ·
1992: Derartu Tulu ·
1996: Fernanda Ribeiro ·
2000: Derartu Tulu ·
2004: Xing Huina ·
2008: Tirunesh Dibaba ·
2012: Tirunesh Dibaba ·
2016: Almaz Ayana ·
2020: Sifan Hassan ·
2024: Beatrice Chebet
1987 Ingrid Kristiansen ·
1991 Liz McColgan ·
1993 Wang Junxia ·
1995 Fernanda Ribeiro ·
1997 Sally Barsosio ·
1999 Gete Wami ·
2001 Derartu Tulu ·
2003 Berhane Adere ·
2005 Tirunesh Dibaba ·
2007 Tirunesh Dibaba ·
2009 Linet Masai ·
2011 Vivian Cheruiyot ·
2013 Tirunesh Dibaba ·
2015 Vivian Cheruiyot ·
2017: Almaz Ayana ·
2019 Sifan Hassan ·
2022 Letesenbet Gidey ·
2023 Gudaf Tsegay
- Biblioteca Nacional de España: XX5496411
- World Athletics: 14259709
- Virtual International Authority File: 317275304
- WorldCat: E39PBJjhwbRmMXbmjpjG7vfg8C